# 48-й Берлинский международный кинофестиваль
48-й Берлинский международный кинофестиваль проходил с 11 по 22 февраля 1998 года в Берлине.

## Жюри
- Бен Кингсли (председатель жюри)
- Зента Бергер
- Ли Чеук-то
- Лесли Чун
- Эктор Оливера
- Гельмут Дитль
- Брижит Роюан[англ.]
- Аннет Инсдорф
- Майя Туровская
- Маурицио Никетти
- Майкл Уильямс-Джонс

## Конкурсная программа
- Барбара, режиссёр Нильс Мальмрос
- Большой Лебовски, режиссёр Джоэл Коэн
- Боксёр, режиссёр Джим Шеридан
- Парни, режиссёр Роуэн Вудс
- Мальчик-мясник, режиссёр Нил Джордан
- Центральный вокзал, режиссёр Вальтер Саллес
- Коммиссар, режиссёр Джордж Слёйзер
- Сладкое вырождение, режиссёр Линь Чэншэн
- Девичник, режиссёр Ник Харран
- Умница Уилл Хантинг, режиссёр Гас Ван Сент
- Я тебя хочу, режиссёр Майкл Уинтерботтом
- Джеки Браун, режиссёр Квентин Тарантино
- Жанна и отличный парень, режиссёр Оливье Дюкастель и Жак Мартино
- Оставленный багаж, режиссёр Йерун Краббе
- Большой Мамбо, режиссёр Михаэль Гвиздек
- Объектив, режиссёр Висенте Аранда
- Известные старые песни, режиссёр Ален Рене
- Сада, режиссёр Нобухико Обаяси
- Звук хлопка одной ладони, режиссёр Ричард Флэнаган
- Страна глухих, режиссёр Валерий Тодоровский
- Шафёр, режиссёр Пупи Авати
- Слишком много (мало) любви, режиссёр Жак Дуайон
- Плутовство, режиссёр Барри Левинсон
- Сю Сю: Сосланная, режиссёр Джоан Чэнь
- Крепко обнимаю тебя, режиссёр Стэнли Кван

## Награды
- Золотой медведь:
  - Центральный вокзал, режиссёр Вальтер Саллес
- Золотой Медведь за лучший короткометражный фильм:
  - Я двигаюсь, следовательно, существую
- Серебряный медведь:
- Серебряный медведь за лучшую мужскую роль:
  - Сэмюэл Л. Джексон — Джеки Браун
- Серебряный медведь за лучшую женскую роль:
  - Фернанда Монтенегру — Центральный вокзал
- Серебряный медведь за лучшую режиссёрскую работу:
  - Нил Джордан — Мальчик-мясник
- Серебряный медведь за лучший короткометражный фильм:
  - Кинотеатр Альказар
- Серебряный медведь за выдающиеся персональные достижения:
  - Мэтт Деймон — Умница Уилл Хантинг
- Серебряный медведь - специальный приз жюри:
  - Плутовство
- Особое упоминание:
  - Мальчик-мясник
  - Я тебя хочу
  - Оставленный багаж
- Почётный приз Berlinale Camera Award:
  - Курт Сьодмак
- Хрустальный медведь:
- Хрустальный медведь - лучший короткометражный фильм:
  - Ящик
- Хрустальный медведь - лучший художественный фильм:
  - Там, где сидит слон
- Хрустальный медведь - особое упоминание:
- Хрустальный медведь - особое упоминание - лучший короткометражный фильм:
  - Правда или смелость
- Хрустальный медведь - особое упоминание - лучший художественный фильм:
  - Правда или смелость
- Приз Teddy (кино, посвящённое теме сексуальных меньшинств):
- Приз Teddy за лучший короткометражный фильм
  - Перечницы
- Приз Teddy за лучший документальный фильм:
  - История Брэндона Тины
- Приз Teddy за лучший художественный фильм:
  - Мужчина в её жизни
  - Крепко обнимаю тебя
- Приз международной ассоциации кинокритиков (ФИПРЕССИ):
- Приз ФИПРЕССИ (конкурсная программа):
  - Сада
- Приз ФИПРЕССИ (программа «Форум»):
  - Фрагменты: Иерусалим
- Приз ФИПРЕССИ (программа «Панорама»)
  - Сью
- Приз международной ассоциации кинокритиков - почётное упоминание:
- Приз международной ассоциации кинокритиков - почётное упоминание (программа «Форум»):
  - В той стране
- Приз экуменического (христианского) жюри:
- Приз экуменического (христианского) жюри (конкурсная программа):
  - Центральный вокзал
  - Кинотеатр Альказар
- Приз экуменического (христианского) жюри (программа «Форум»):
  - Тоскующие по дому глаза
- Приз экуменического (христианского) жюри (программа «Панорама»):
  - Сью
- Приз Европейской конфедерации художественного кино:
- Приз Европейской конфедерации художественного кино (программа «Форум»):
  - Сергей Эйзенштейн: Мексиканская фантазия
- Приз Европейской конфедерации художественного кино (программа «Панорама»):
  - Ребёнок из Чаабы
- Приз Европейской конфедерации художественного кино - почётное упоминание:
- Приз Европейской конфедерации художественного кино - почётное упоминание (программа «Панорама»):
  - Изменчивая судьба
  - Открой глаза
- Премия Детского фонда ООН (UNICEF):
  - Восхождение
- Премия Детского фонда ООН за лучший короткометражный фильм:
  - Отто
- Премия Детского фонда ООН - особое упоминание:
  - Самб и начальник
- Премия Дон Кихота
  - Тринадцать
- Премия Дон Кихота - особое упоминание:
  - С возвращением, мистер МакДональд
  - В той стране
- Приз Сети продвижения азиатского кино (NETPAC):
  - Вор-карманник
- Приз Альфреда Бауэра:
  - Крепко обнимаю тебя
- Специальный приз фестиваля Blue Angel за лучший европейский фильм:
  - Оставленный багаж
- Приз Pierrot Award за лучший европейский дебют:
  - Маленькие любовные смятения
- Приз Caligari за инновации в Программе молодого кино:
  - Посёлок
- Приз Нью-Йоркской киноакадемии (программа «Панорама»):
  - Держать в сухом месте и подальше от детей
  - Кубе – 15
- Приз Нью-Йоркской киноакадемии - особое упоминание (программа «Панорама»):
  - Boxed
  - Блок-пост
- Приз Peace Film Award:
  - В той стране
- Приз имени Вольфганга Штаудте:
  - Вор-карманник
- Приз гильдии немецкого арт-хауса:
  - Оставленный багаж
- Приз газеты Berliner Morgenpost:
  - Боксёр
- Приз газеты Berliner Zeitung:
  - Год после Дэйтона
- Приз газеты Siegessäule:
  - История Брэндона Тины